# El cigronet valent
El cigronet valent (originalment en castellà, Garbancito de la Mancha) és un llargmetratge d'animació català, realitzat per Artur Moreno. Es va estrenar el 23 de novembre de 1945 i és el primer llargmetratge d'animació produït a Catalunya i a Espanya, com també el primer en color de tot Europa.

## Argument
El cigronet valent explica la història de Garbancito, un nen orfe que viu en un poble sotmès contínuament per tres nois: Manazas, Pelanas i Pajarón. Un dia, s'anuncia l'arribada del gegant Caramanca, que devora els nens crus, i segresta dos amics de Garbancito: Kiriqui i Chirili.
Per rescatar els seus amics, Garbancito comptarà amb l'ajuda de la seva cabreta Pelegrina, d'una espasa i del poder que li concedeix la fada. Amb aquesta capacitat, Garbancito podrà convertir-se en cigró sempre que ho desitgi.

## Origen
L'any 1943 es va editar el llibre infantil Garbancito de la Mancha, escrit per Julián Pemartín i amb dibuixos d'Artur Moreno, el qual seria la base per escriure el guió de la pel·lícula. El fet que Pemartín fos falangista i que estigués ben vist pel règim assegurava el bon port del film. Els valors tradicionals que impregnava el llibre van quedar maquillats en el film gràcies a l'adaptació dels guionistes i a diversos gags visuals que matisaven el missatge reaccionari del conte. Entre els anys 1943 i 1945, l'equip de treball creà uns 350.000 dibuixos en 427 dies de feina.

## Fita dins del cinema d'animació europeu
Si en el món del cinema hi hagués incunables Garbancito de la Mancha en seria un. No tan sols perquè estigui feta en una Espanya en plena postguerra, sinó perquè va ser la primera pel·lícula d'animació en color rodada fora dels Estats Units (és el primer llargmetratge de dibuixos animats català i espanyol) i el primer d'Europa que va fer servir la tècnica cel-animated. Aquesta obra només es conservava en còpies de mala qualitat i so, però ara n'hi ha una còpia restaurada a la Filmoteca de Madrid, que es va poder veure en l'acte que es va fer a la Filmoteca de Catalunya el 2015 per celebrar els setanta anys del film. Els drets del Garbancito es troben actualment en mans del productor Enrique Cerezo.
Va ser un film distribuït per la productora Balet y Blay, nascuda l'any 1938 en associar-se Ramon Balet i José María Blay. Els productors van trobar la manera d'aconseguir més permisos d'importació de films estrangers: fent un film espanyol. Quan el jove Artur Moreno es va presentar a la productora amb el seu curt El capitán Tormentoso (1942) sota el braç, Balet i Blay no van dubtar que era l'home adequat per dirigir el seu primer film de dibuixos animats. Molts dels dibuixants i animadors que van formar part de l'equip creat per a l'ocasió tindran posteriorment carreres importants en el món de l'animació. A tall d'exemple, cal citar al dibuixant Valentí Castanys, l'animadora Pepita Pardell, Rosa Galcerán o Armand Tosquellas. Galcerán i Tosquellas ja havien participat en el curt d'Artur Moreno El capitán tormentoso sota la direcció d'Artur Moreno.

## Premis
El 8 d'octubre de 1945 la pel·lícula va aconseguir un premi econòmic de 250.000 ptes, als premis del Sindicat Nacional de l'Espectacle de 1945.